# La decisión de Gracie
La decisión de Gracie (título original: Gracie's Choice) es un telefilme de 2004 dirigida por Peter Werner y protagonizada Kristen Bell, Diane Ladd, Shedrack Anderson III. Está basado en una historia real.

## Argumento
Un día una madre drogadicta y alcohólica, Rowena Lawson, es detenida en presencia de sus cinco hijos. Gracie, la hermana mayor que tiene 17 años, decide entonces asumir el papel de madre y cuidar de sus hermanos pequeños para que no acaben en los servicios sociales, ya que cada uno de ellos tiene un padre distinto pero ninguno quiere hacerse cargo de ellos. Además ninguno de ellos están legalmente reconocidos.
Adicionalmente la abuela de Grace, Louela Lawson, es demasiado mayor y débil para cuidarlos a todos. Por ello Grace tendrá que hacer lo imposible y grandes sacrificios para mantenerlos unidos. La jueza, conmovida por la actitud responsable de Gracie, le otorga la custodia temporal de sus hermanos.

## Reparto
| Actor                 | Personaje       |
| --------------------- | --------------- |
| Kristen Bell          | Gracie Thompson |
| Diane Ladd            | Louela Lawson   |
| Shedrack Anderson III | Tommy           |
| Anne Heche            | Rowena Lawson   |
| Roberta Maxwell       | Juez            |
| Kristin Fairlie       | Rose Carlton    |
| Brian Akins           | Ryan Walker     |
| David Gibson McLean   | Jonny Blicker   |
| Jack Armstrong        | Robbie Locascio |
| Robert Seeliger       | Ray             |

## Producción
El telefilme fue filmado en Halifax, Nueva Escocia. Se rodó para ello entre el 23 de octubre de 2003 y el 22 de noviembre de 2003. Una vez filmada la película, se estrenó el 12 de enero de 2004.

## Recepción
Hoy en día el telefilme ha sido valorada en portales cinematográficos. Por ejemplo, en IMDb, con aprosimadamente 4100 votos registrados, la película obtiene una media ponderada de 7,4 sobre 10. En cuanto a Rotten Tomatoes, los más de 1000 votos registrados le dieron allí una valoración media de 4,2 de 5. También cabe destacar, que en el periódico La Vanguardia los usuarios que dieron allí su opinión al respecto le dieron al largometraje una aprobación del 70 %.